# Straßenbahn Île-de-France
Die Straßenbahn Île-de-France (französisch Tramway d’Île-de-France, übersetzt: Straßenbahn der Île-de-France) ergänzt das Nahverkehrssystem im Ballungsgebiet der Île-de-France um die und in der französischen Hauptstadt Paris. Zusätzlich zu der von der RATP betriebenen Métro (U-Bahn), dem von RATP und der staatlichen Eisenbahngesellschaft SNCF betriebenen S-Bahn-ähnlichen RER (Réseau express régional), den Linienbussen und den Vorortzügen der SNCF verlaufen ihre Strecken vor allem in der Banlieue, den Vorstädten; auf dem Stadtgebiet von Paris verkehren nur die Linien T3a und T3b, die einen fast geschlossenen Straßenbahnring entlang der Pariser Stadtgrenze darstellen.
Die Straßenbahnlinien der Île-de-France bilden sowohl betrieblich als auch hinsichtlich der betreibenden Unternehmen keine Einheit und weisen teils erhebliche Unterschiede in Technik und Funktionsweise auf, die sich aus einer sich über vier Jahrzehnte erstreckenden Baugeschichte mit wechselnden Standards und variierenden Voraussetzungen und Notwendigkeiten ergeben haben:
Die meisten Linien (T1, T3a, T3b, T7, T8, T9, T10) verkehren wie herkömmliche Straßenbahnen im Straßenraum. Die Linien T5 und T6 sind Tramways sur pneumatiques, Straßenbahnen auf Gummireifen nach dem Translohr-System. Stadtbahnähnlich sind die Linien T2 und T11 sowie die Tram-Train-Linien T4, T12 und T13, die zum Teil im Straßenraum, zum Teil auf Eisenbahninfrastruktur nach Eisenbahnnormen verkehren. T11, T12 und T13 fungieren als tangentielle Schnellverbindungen in den Vorstädten und wurden auch als Tram Express vermarktet.
Das Verkehrsunternehmen RATP betreibt acht Linien (T1, T2, T3a, T3b, T5, T6, T7 und T8), ein Tochterunternehmen der RATP, die RATP Cap Île-de-France, eine weitere Linie (T10). Die französische Staatsbahn SNCF betreibt die T4, ihr Tochterunternehmen Keolis die T9 und das Tochterunternehmen Transkeo die Tram-Express-Linien T11, T12, T13.
Es handelt sich bei allen Linien um isolierte Betriebe mit eigenen Depots und Fahrzeugflotten. Nur vereinzelt kommt es zum Fahrzeugtausch zwischen den Linien. Die Strecken sind aufgrund variierender Fahrzeugbreiten, Fahrwegsysteme und Maße für Radsätze und Gleis nur teilweise miteinander kompatibel.
Bei der Anlage des Straßenbahnsystems in der Île-de-France ging es von Anfang an nicht um den Aufbau eines auf das Stadtzentrum ausgerichtetes Netz, das in Form des Métro-, RER- und Busnetzes bereits ausgebaut war, sondern um die Anlage von Linien, die um die Stadt herum Querverbindungen zwischen Vororten schaffen und zudem von diesen aus Zubringerdienste zu den in die Innenstadt führenden U- und S-Bahnverbindungen (Métro und RER) leisten sollen.
Nach Fertigstellung der Linie T12 am 10. Dezember 2023 erreichte das Straßenbahnnetz in der Île-de-France eine Gesamtlänge von 186,6 km. Mit 278 Haltestellen ist es das größte in Frankreich. Die Straßenbahnlinien der Île-de-France befördern pro Tag mehr als eine Million Fahrgäste.
Während in allen anderen Straßenbahnbetrieben Frankreichs am „Tag der Arbeit“ der Verkehr ruht, verkehren die Straßenbahnen in Paris auch am 1. Mai.

## Straßenbahnen in Paris und näherer Umgebung (1853 bis 1957)

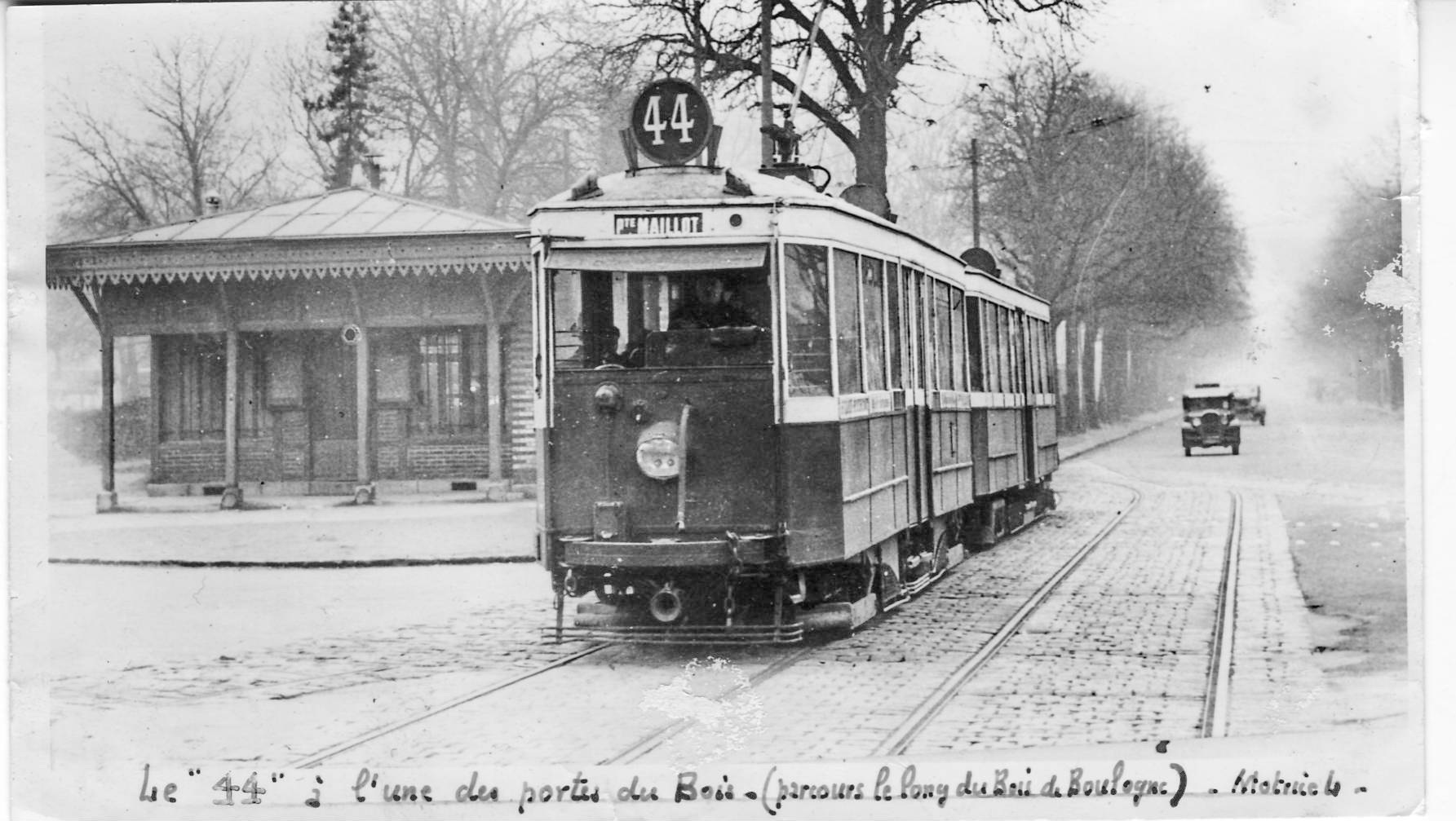
Straßenbahn der Linie 44 nahe dem Bois de Boulogne, ca. 1922–1936

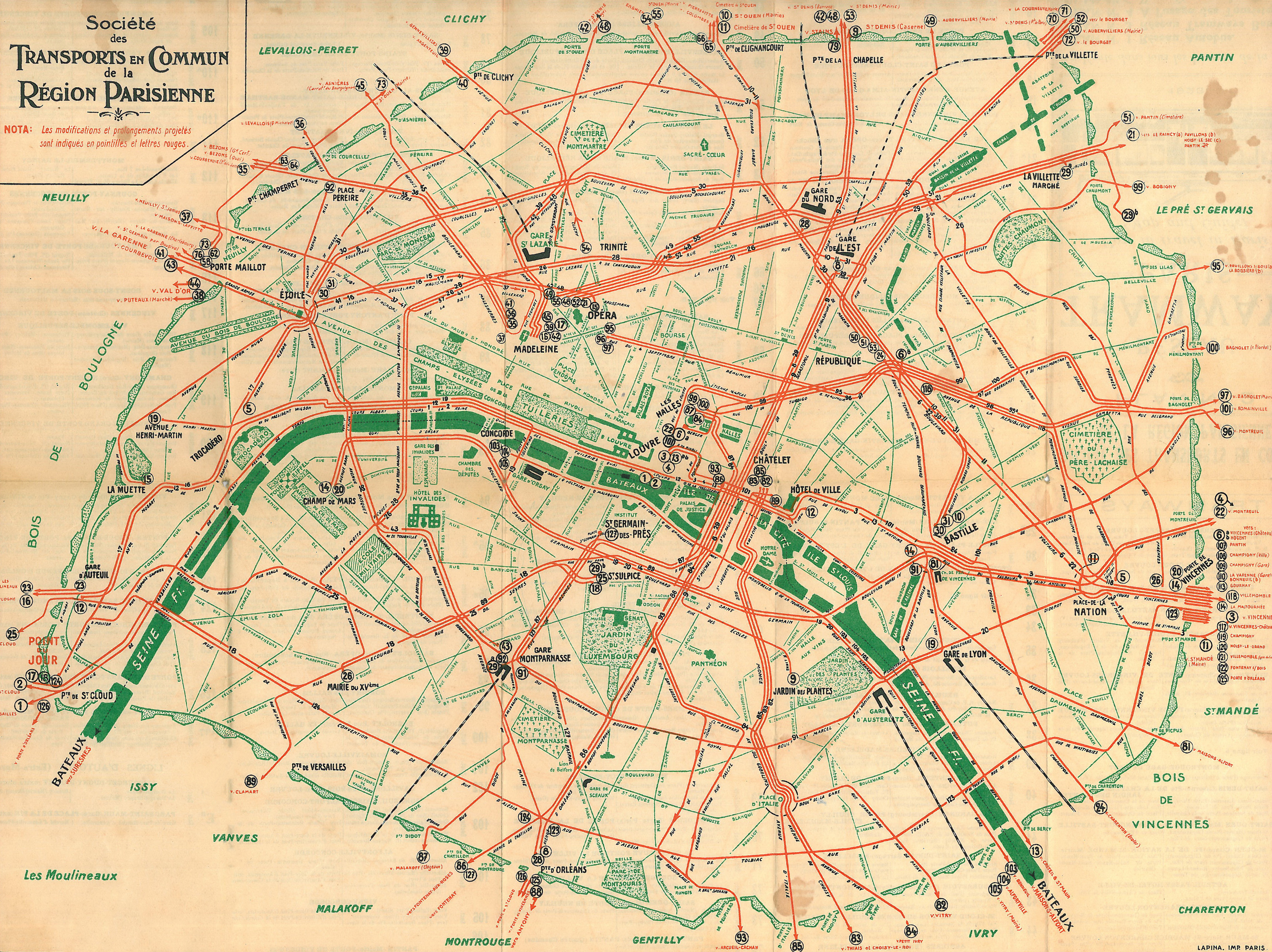
Netzplan der Pariser Straßenbahn, 1923

Bereits ab 1853 verkehrten in Paris, sowie in seinen Vororten, Straßenbahnen: zunächst als Pferdebahn, später auch als Dampf- und Kabelstraßenbahn, schließlich ab 1881 elektrisch. 1925 erreichte das Straßenbahnnetz seine größte Ausdehnung mit 1111 km Streckenlänge und 122 Linien (zum Vergleich: das heute größte Straßenbahnnetz, jenes in Melbourne, ist knapp 250 km lang). 1938 verkehrte die letzte Straßenbahn im eigentlichen Paris, 1957 in Versailles die letzte in der gesamten Île-de-France.

## Die neuen Straßenbahnen (ab 1992)
35 Jahre nach der Einstellung der letzten Straßenbahnlinie im Großraum Paris, genauer in Versailles, erlebte die Straßenbahn 1992 eine Renaissance. Nach Nantes und Grenoble entschied man sich auch in der Region Île-de-France zum Bau einer Straßenbahnlinie. Heute sind in der Region elf Straßenbahnlinien in Betrieb.

### Statistik

#### Entwicklung des Straßenbahnnetzes der Île-de-France
- 2010: 4 Linien (Gesamtlänge 41,4 km; 71 Haltestellen) sind in Betrieb; täglich 370 000 Benutzer
- 2014: 9 Linien (Gesamtlänge 105 km; 187 Haltestellen) sind in Betrieb; täglich 830 000 Benutzer
- 2023: 14 Linien (Gesamtlänge 187 km; 278 Haltestellen) sind in Betrieb; täglich 1290 000 Benutzer
- nach Abschluss der noch geplanten Maßnahmen werden auf 11 Linien 320 Straßenbahngarnituren unterwegs sein (Gesamtstreckenlänge 123 km; 276 Haltestellen); sie werden 57 Gemeinden miteinander verbinden; täglich werden mehr als eine Million Benutzer erwartet.[4]

#### Fahrgastkilometerzahlen 2000–2021
Das anhand von Umfragen geschätzte Produkt aus Straßenbahn-Fahrgästen × Kilometer, basierend auf der durchschnittlich zurückgelegten Entfernung, ist in folgender Tabelle aufgelistet:
| Jahr                                        | 2000 | 2001 | 2002 | 2003 | 2004 | 2005 | 2006 | 2007 | 2008 | 2009 | 2010 | 2011 | 2012 | 2013 | 2014 | 2015 | 2016 | 2017 | 2018 | 2019 | 2020 | 2021 |
| Millionen Fahrgastkilometer pro Jahr (RATP) | 124  | 129  | 141  | 138  | 155  | 171  | 180  | 257  | 284  | 282  | 334  | 350  | 355  | 615  | 744  | 854  | 913  | 939  | 933  | 1014 | 646  | 747  |

#### Fahrgastzahlen
2013 wurde die Zahl der beförderten Fahrgäste auf den RATP-Linien mit 725 000 (pro Tag) angegeben, womit das Pariser Netz das drittgrößte Straßenbahnnetz Europas nach Fahrgastzahlen war. 2017 wurden durchschnittlich 830 000 Benutzern täglich transportiert. Die Verkehrsorganisationsgesellschaft Île-de-France Mobilités gibt 2020 über eine Million tägliche Fahrgäste an.

### Linie T1
Die erste Linie, T1 genannt, wurde 1992 in Betrieb genommen und ist eine tangentiale Verbindung der Vororte nördlich von Paris. Diese wurde als klassische Straßenbahn straßenbündig trassiert und verfügt vereinzelt über Abschnitte im Mischverkehr mit dem übrigen Straßenverkehr.
In der ersten Ausbaustufe verband sie Saint-Denis mit Bobigny. Seit 2003 erreicht sie im Osten Noisy-le-Sec. 2012 wurde sie im Westen nach Asnières-sur-Seine verlängert, zunächst nach Asnières-Genevilliers Les Courtilles, 2019 um eine weitere Station bis Asnières-Quatre Routes.
Derzeit ist eine 7,7 km lange Verlängerung im Osten von Noisy-le-Sec nach Val de Fontenay in Bau, welche ursprünglich 2017 in Betrieb gehen hätte sollen. Aktuell ist eine Eröffnung in zwei Schritten geplant, Mitte 2027 bis zur Rue de Rosny in Montreuil und Mitte 2029 bis nach Val de Fontenay. Im Westen ist ebenfalls in zwei Stufen eine Verlängerung in Bau bzw. geplant: Zunächst um 6,4 km von Asnières nach Petit-Colombes in Colombes, wobei bei der Haltestelle Parc Pierre Lagravère eine Verknüpfung mit der Linie T2 hergestellt wird. Dieser Abschnitt soll 2024 eröffnet werden. In weiterer Folge ist eine 7,5 km lange Verlängerung bis Château de Malmaison in Rueil-Malmaison geplant.

### Linie T2
Als zweite Linie wurde 1997 die T2 eröffnet, die den Charakter einer Stadtbahn aufweist. Sie verläuft teilweise auf einer adaptierten alten Eisenbahnstrecke und verbindet Pont de Bezons (Bezons) im Nordwesten über La Défense im Westen mit der Porte de Versailles in der südlichen Innenstadt von Paris.

### Linien T3a und T3b
Die Eröffnung der Linie T3 auf den Boulevards des Maréchaux Ende des Jahres 2006 bedeutete die Rückkehr der Straßenbahn auf das Gebiet innerhalb der Stadtgrenzen von Paris. Bei ihrem Ausbau wurde sie in zwei Linien geteilt: 3a und 3b.
Die T3b schlägt einen weiten Bogen nördlich um das Pariser Stadtgebiet von der Porte Dauphine im Westen zur Porte de Vincennes im Osten; die jüngste Verlängerung der Strecke von der früheren Endhaltestelle an der Porte d’Asnières (Marguerite Long) bis zur neuen Endstation Porte Dauphine erfolgte am 5. April 2024. Die T3a schließt an der Porte de Vincennes im Osten an die Linie 3b an und schlägt einen Bogen südlich des Pariser Stadtgebiets bis zum Pont du Garigliano im Südwesten.

### Linie T4
Die 2006 eröffnete Linie T4 verkehrt als Tram-Train und verbindet nordwestlich von Paris Bondy mit Aulnay-sous-Bois. Hier verkehren Straßenbahnfahrzeuge, die sowohl Eisenbahn- als auch auf  Straßenbahnstrecken befahren können, auf einer angepassten Eisenbahnstrecke mit einer Fahrleitungsspannung von 25 kV. In zwei Etappen wurde die Strecke 2019 und 2020 um einen Abzweig von Gargan nach Montfermeil Hôpital ergänzt, in dessen Streckenverlauf auch straßenbündige Abschnitte liegen. Auf dieser Zweigstrecke wird die Fahrleitung mit 750 V Gleichspannung gespeist.

### Linie T5
Am 29. Juli 2013 wurde im Pariser Norden die Linie T5 in Betrieb genommen, die von Saint-Denis in nördlicher Richtung nach Garges-Sarcelles führt und nach dem Translohr-System ausgeführt ist. Die 6,6 Kilometer lange Strecke bedient 16 Haltestellen und wird von der RATP betrieben.

### Linie T6
Die Linie T6 verläuft südlich von Paris von Châtillon – Montrouge, der Endstelle der Métrolinie 13, in westlicher Richtung nach Viroflay und wurde am 13. Dezember 2014 in Betrieb genommen. Diese Linie ist wie die T5 nach dem Translohr-System gebaut. Sie ist 14 Kilometer lang und bedient 21 Haltestellen. Der unterirdisch verlaufende Teil der Strecke – es handelt sich um 1,6 km mit den Haltestellen Viroflay-Rive Gauche und Viroflay-Rive Droite – ist seit dem 28. Mai 2016 in Betrieb. Die Strecke durchquert die Gemeinden Châtillon, Clamart, Fontenay-aux-Roses, Meudon, Vélizy-Villacoublay und Viroflay. Es bestehen Anschlüsse an die Metrolinie 13, die Transilien-Strecken L und N und den RER C sowie an mehrere Buslinien.

### Linie T7
Die seit dem 16. November 2013 betriebene Linie T7 wurde als klassische Straßenbahn auf Stahlrädern ausgeführt. Vom südlichen Endpunkt Villejuif – Louis Aragon der Métrolinie 7 führt die 11,2 km lange Strecke mit insgesamt 18 Haltestellen in südlicher Richtung über den Flughafen Orly bis nach Athis-Mons. Es werden Gliederzüge des Typs Alstom Citadis 302 eingesetzt. Die Straßenbahn bietet Anschlüsse an den RER C, die Métrolinie 7 und den Metrobus Trans-Val-de-Marne. Eine Verlängerung bis Juvisy-sur-Orge ist in Bau.

### Linie T8
Die Linie T8, die am 16. Dezember 2014 ihren Dienst aufnahm, wird mit Straßenbahnen auf Stahlrädern betrieben. Sie führt nördlich von Paris von der Métrostation Saint-Denis – Porte de Paris nach Épinay-sur-Seine; ein abzweigender Streckenast erreicht die Universität in Villetaneuse. Beide Strecken zusammen sind 8,5 km lang. Es gibt 17 Haltestellen, darunter drei Endhaltestellen. Aufgrund der Y-förmigen Streckenführung trägt die Linie auch die Bezeichnung Tram’y. Für die Verlängerung um drei Kilometer nach Süden zum noch zu bauenden Bahnhof Rosa Parks der RER-Linie E und zur gleichnamigen Straßenbahnhaltestelle der Linie T3b ist noch kein Fertigstellungsdatum genannt.

### Linie T9

Streckenverlauf der Linie T9

Vor Zuteilung einer Liniennummer trug das Projekt die Bezeichnung Tramway Porte de Choisy – Orly Ville.
Die Bahnen der Linie T9 verkehren zwischen der Station der Métrolinie 7 Porte de Choisy südwestlich der Pariser Innenstadt und Orly-Gaston Viens weiter südlich. Die Linie verbindet die Stadt Paris und die Gemeinden Ivry-sur-Seine, Vitry-sur-Seine, Choisy-le-Roi, Thiais und Orly miteinander. Entlang der rund zehn Kilometer langen Strecke bestehen 19 Haltestellen. Die Inbetriebnahme erfolgte im April 2021.
Die Endhaltestelle in Orly ist so gewählt, dass die Strecke später problemlos bis zum Flughafengelände von Orly verlängert werden kann. Bereits von 2025 an ist an der Haltestelle Musée Mac-Val – Mairie de Vitry-sur-Seine der Umstieg in die neue Metrolinie 15, die Teil des entstehenden Grand Paris Express ist und südlich von Paris in Ost-West-Richtung verläuft, möglich.
Die Fahrzeuge der Linie T9 wurden von Alstom geliefert: Im November 2016 wurden Verträge über die Lieferung von 22 Garnituren des Typs Citadis X05 unterzeichnet. Später wurde spezifiziert die Version 405 festgelegt. Fahrzeuge dieses Typs werden auch auf der Linie T10 eingesetzt. Es gibt außerdem eine Option über die Lieferung von 68 weiteren Garnituren. Der erste Zug wurden im Oktober 2019 geliefert, der letzte im November 2020.

### Linie T10

Karte der Straßenbahnlinie T10

Die Straßenbahnlinie T10 führt von Antony am Bahnhof La Croix de Berny am südlichen Ast des RER B in westlicher Richtung nach Jardin Parisien durch die Gemeinden Châtenay-Malabry und Le Plessis-Robinson. Die Strecke ist 8,5 km lang und hat 14 Haltestellen. Im Einzugsbereich dieser Linie leben rund 160.000 Menschen. Die Eröffnung der Linie erfolgte am 23. Juni 2023.
In einem weiteren Schritt soll die Linie T10 bis zum Bahnhof von Clamart verlängert werden. Im Zentrum von Clamart soll sie gegebenenfalls durch einen Tunnel führen. Die Inbetriebnahme des neuen Streckenabschnitts ist frühestens für das Jahr 2032 vorgesehen.

### Die Tram-Express-Strecken
Die drei folgenden Linien sind im gröberen Sinn als Tram-Trains zu bezeichnen. Diese verkehren mit Tram-Train-Fahrzeugen und auf einigen Abschnitten als Eisenbahn, auf anderen im Straßenverkehr. Während die Linie T11 auf einem neu errichteten Gleiskörper als Eisenbahn mit Tram-Train-Fahrzeugen verkehrt, wechseln T12 und T13 vom Eisenbahn- in den Straßenbahnmodus (ähnlich der T4). Sie wurden zunächst als Tram Express Nord, Sud und Ouest bezeichnet. Seit Sommer 2016 sind sie mit den Nummern T11, T12 und T13 in das Schema der Straßenbahnen der Île-de-France eingereiht.

#### Linie T11
Unter der Bezeichnung Tangentielle Nord, später Tram Express Nord wurde der Tram-Train-Betrieb zwischen Sartrouville im Nordwesten von Paris und Noisy-le-Sec im Osten entlang der Grande Ceinture geplant. Das mittlere Teilstück der Linie zwischen Épinay-Villetaneuse und Le Bourget ging am 1. Juli 2017 in Betrieb. Auf dieser als T11 bezeichneten Linie werden 15 vierteilige Citadis Dualis von Alstom eingesetzt.

#### Linie T12
Die ursprünglich unter dem Namen Tram Express Sud geplante Strecke der T12 verbindet Évry mit Massy im Süden des Großraums Paris. Die 20 Kilometer lange Strecke verläuft zwischen Massy und Épinay-sur-Orge auf Eisenbahngleisen und übernimmt dort einen Teil der Strecke der RER C; der Abschnitt von Épinay-sur-Orge nach Évry hingegen ist als Straßenbahnstrecke angelegt. An drei der 16 barrierefrei zugänglichen Stationen ist die Linie mit dem RER-Netz verknüpft: in Massy-Palaiseau mit dem RER B, in Épinay mit dem RER C und in Évry-Courcouronnes mit dem RER D. Es werden 25 Citadis Dualis eingesetzt und 40.000 Fahrgäste pro Tag erwartet.
Die Eröffnung der Linie T12 erfolgte am 10. Dezember 2023. Da der zur Ligne de la grande ceinture de Paris gehörende Abschnitt zwischen Massy-Palaiseau und Petit-Vaux auch von Fernzügen befahren wird, ist die T12 nach dem Tram-Train Mulhouse–Vallée de la Thur der zweite „echte“ Tram-Train Frankreichs. Ungewöhnlich ist die Beibehaltung der Gleichspannung des Eisenbahnabschnitts (1,5 kV) auf der Straßenbahnstrecke.
In einem weiteren Bauabschnitt wird die Strecke von Massy um 13 Kilometer bis nach Versailles Chantiers verlängert und ersetzt hier den Verkehr der RER-Linie C. Dafür ist vor allem eine Anpassung der Bahnhöfe notwendig, die weiterhin betrieben werden sollen.

#### Linie T13

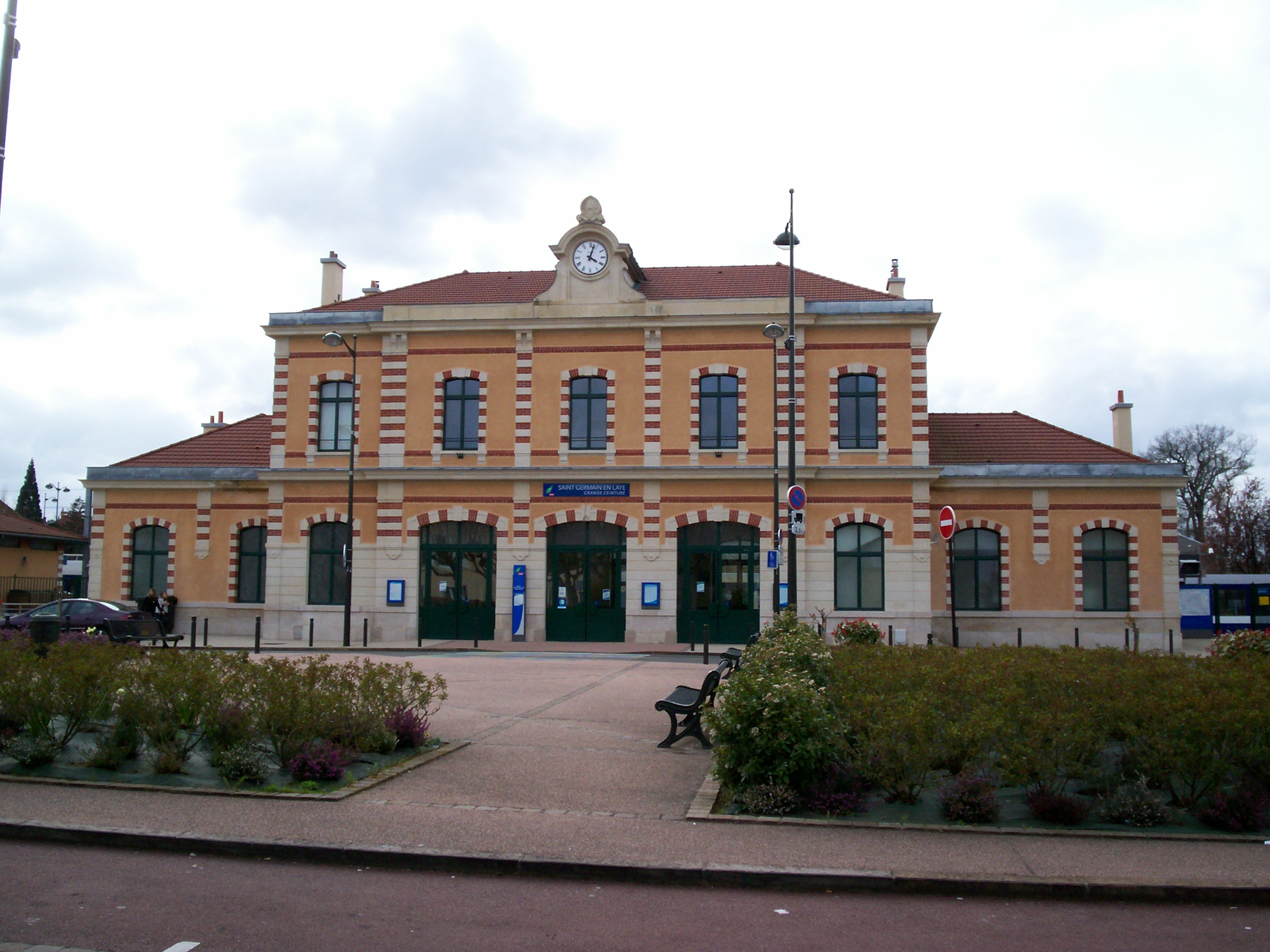
Der Tram Express Ouest wird auch am Bahnhof Saint-Germain-Grande-Ceinture halten

Anfangs unter dem Namen Tram Express Ouest projektiert, handelt es sich bei der Linie T13 wie bereits bei der T11 und T12 um eine aus Eisenbahn- und Straßenbahnabschnitten bestehende Tram-Train-Linie. Im Endausbau soll sie Saint-Cyr, Saint-Germain-en-Laye und Achères miteinander verbinden.
Die Teilstrecke zwischen Saint-Cyr und Saint-Germain-en-Laye wurde 2022 eröffnet und ist 18,8 Kilometer lang, von denen 14,5 Kilometer auf Gleisen der Grande Ceinture westlich von Paris verlaufen. Der letzte Abschnitt in Saint-Germain-en-Laye selbst ist als Straßenbahn angelegt. An beiden Linienenden besteht Anschluss an RER-Linien: in Saint-Cyr an RER C, in Saint-Germain-en-Laye an RER A. Es werden 11 vierteilige Alstom Citadis Dualis eingesetzt.
Derzeit in Bau befindlich ist eine Zweigstrecke von Saint Germain-en-Laye über Poissy nach Achères, die 2028 in Betrieb gehen soll. Es ergeben sich sowohl in Poissy als auch in Achères Umstiegsmöglichkeiten zur RER-Linie A und zu verschiedenen Transilien-Linien. In einem dritten Abschnitt könnte die Strecke von Achères bis Cergy verlängert werden.

## Linienübersicht
| Linie | Streckenverlauf                                                                               | Eröffnung | Länge in km | Stationen | Betreiber |
| ----- | --------------------------------------------------------------------------------------------- | --------- | ----------- | --------- | --------- |
| T1    | Asnières-Quatre Routes – Saint-Denis – Noisy-le-Sec                                           | 1992      | 17,9        | 37        | RATP      |
| T2    | Pont de Bezons – Porte de Versailles                                                          | 1997      | 17,9        | 24        | RATP      |
| T3a   | Pont du Garigliano – Porte de Versailles – Porte de Choisy – Porte de Vincennes               | 2006      | 12,4        | 25        | RATP      |
| T3b   | Porte de Vincennes – Porte de la Chapelle – Porte Dauphine                                    | 2012      | 17,5        | 33        | RATP      |
| T4    | Bondy – Gargan – Montfermeil / Aulnay-sous-Bois                                               | 2006      | 13,3        | 20        | SNCF      |
| T5    | Marché de Saint-Denis – Garges-Sarcelles                                                      | 2013      | 6,6         | 16        | RATP      |
| T6    | Châtillon-Montrouge – Vélizy – Viroflay-Rive-Droite                                           | 2014      | 14          | 21        | RATP      |
| T7    | Villejuif-Louis Aragon – Orly – Athis-Mons-Porte de l’Essonne                                 | 2013      | 11,2        | 18        | RATP      |
| T8    | Saint-Denis-Porte de Paris – Gare de Saint-Denis – Villetaneuse-Université / Épinay-sur-Seine | 2014      | 8,5         | 17        | RATP      |
| T9    | Porte de Choisy – Vitry – Orly Gaston Viens                                                   | 2021      | 10,3        | 19        | Keolis    |
| T10   | La Croix de Berny – Jardin Parisien                                                           | 2023      | 8,2         | 13        | RATP      |
| T11   | Épinay sur Seine – Le Bourget                                                                 | 2017      | 11          | 7         | Transkeo  |
| T12   | Massy-Palaiseau – Évry-Courcouronnes                                                          | 2023      | 20          | 16        | Transkeo  |
| T13   | Saint-Cyr – Saint-Germain en Laye                                                             | 2022      | 18,8        | 12        | Transkeo  |

- : Tangentiallinie in den nördlichen Vororten von Paris, verbindet Asnières-Quatre Routes über Saint-Denis mit Noisy-le-Sec
- : Tangentiallinie westlich von Paris, verbindet Bezons über das Geschäftsviertel La Défense mit Porte de Versailles in Paris, verkehrt großteils auf einer vormaligen SNCF-Strecke
- : Tramway des Maréchaux sud, ehemals T3, war erste Linie in Paris (intra-muros), verkehrt am südlichen und östlichen Stadtrand zwischen Pont du Garigliano und Porte de Vincennes
- : Tramway des Maréchaux est, Verlängerung der T3a, verkehrt am östlichen und nördlichen Stadtrand zwischen Porte de Vincennes und Porte Dauphine
- : nordöstlich von Paris, verbindet Bondy in zwei Zweigen mit Aulnay-sous-Bois und Montfermeil Hôpital; wird von der SNCF als Tram-Train betrieben
- : nördlich von Paris, verbindet Saint-Denis mit Garges-Sarcelles, wird nach dem System Translohr betrieben
- : südlich von Paris, verbindet – im Endausbau – Châtillon – Montrouge (südliche Endstation der Métro 13) mit Viroflay; wird nach dem System Translohr betrieben
- : südlich von Paris, verbindet Villejuif (südliche Endstation der Métro 7) mit Athis-Mons
- : Tram'y, nördlich von Paris, verbindet Saint-Denis in zwei Zweigen mit Épinay-sur-Seine und Villetaneuse
- : Tramway lumière, südlich von Paris, verbindet Porte de Choisy über Vitry mit Orly; wird von Keolis betrieben
- : südlich von Paris, verbindet den RER-Bahnhof La Croix de Berny in Antony mit Clamart
- : Tram Express Nord, nördlich von Paris, verbindet Épinay-sur-Seine und Le Bourget; wird von Transkeo (Tochterunternehmen von SNCF und Keolis) betrieben
- : Tram Express Sud, verbindet Massy und Évry südlich von Paris auf einer früher von der RER genutzten Strecke, eröffnet am 10. Dezember 2023
- : Tram Express Ouest, verbindet Saint-Germain-en-Laye mit Saint-Cyr im Westen von Paris, eröffnet am 6. Juli 2022

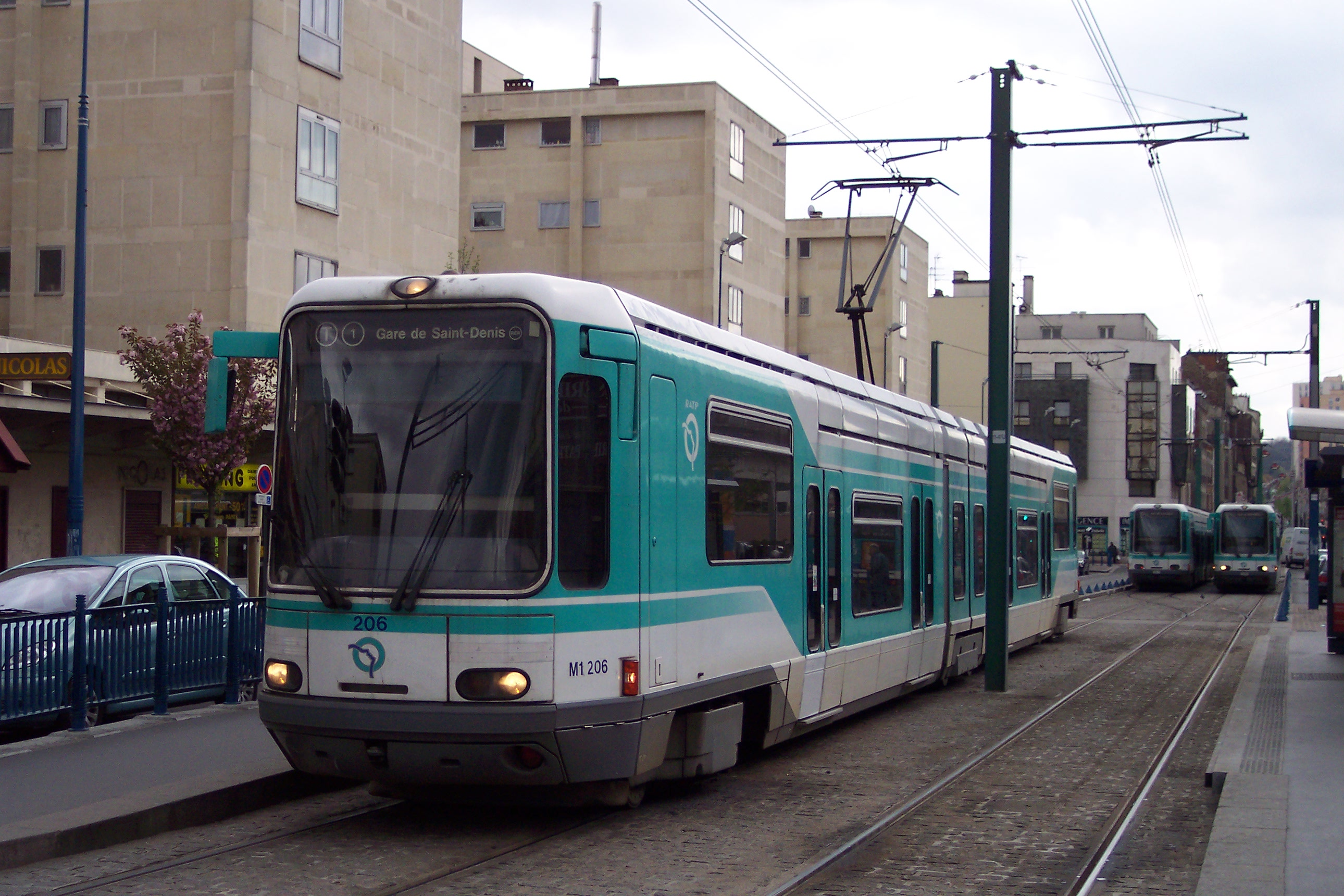
Linie T1 in Noisy-le-Sec, 2005
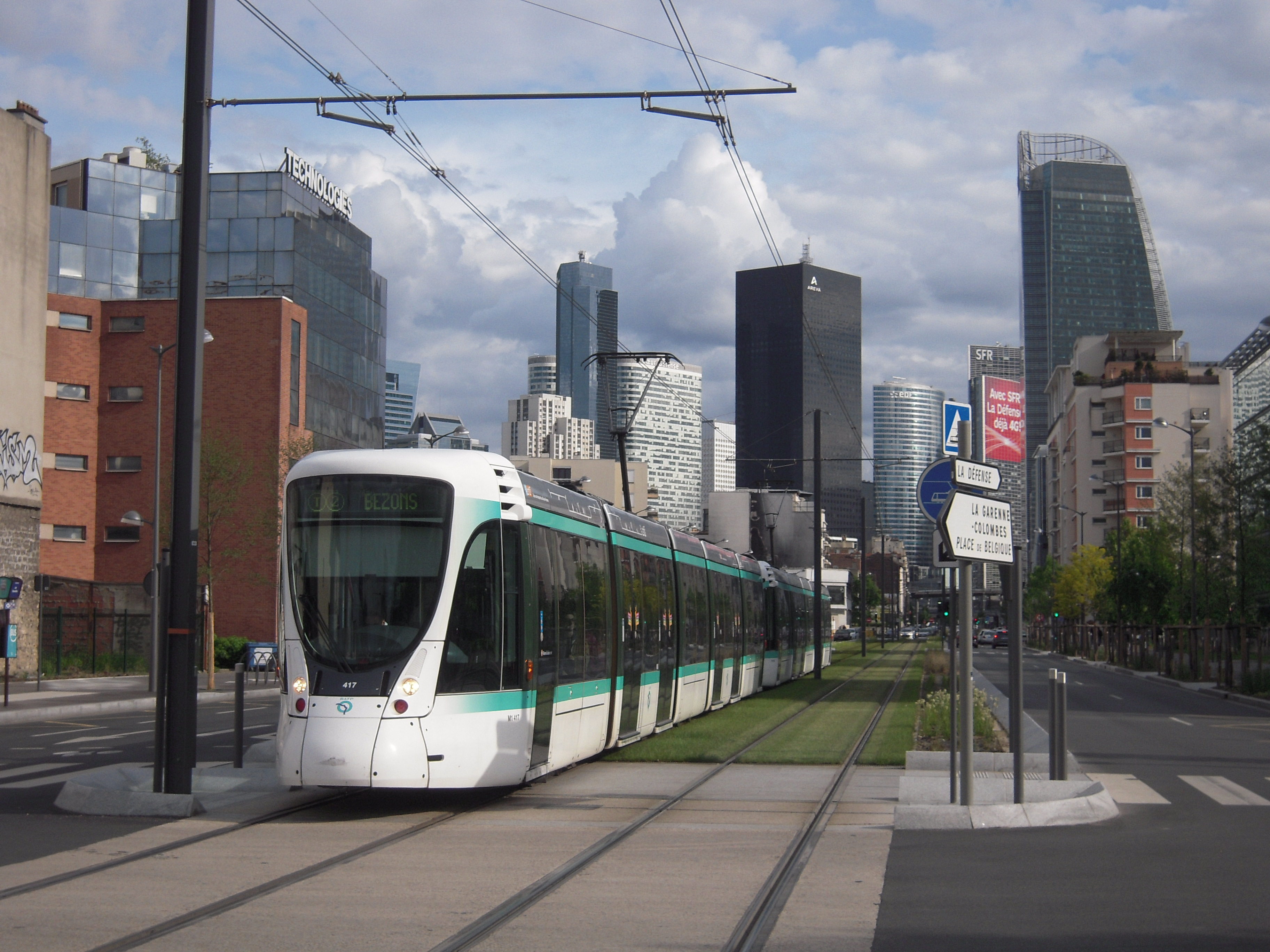
Linie T2 bei La Défense, 2013
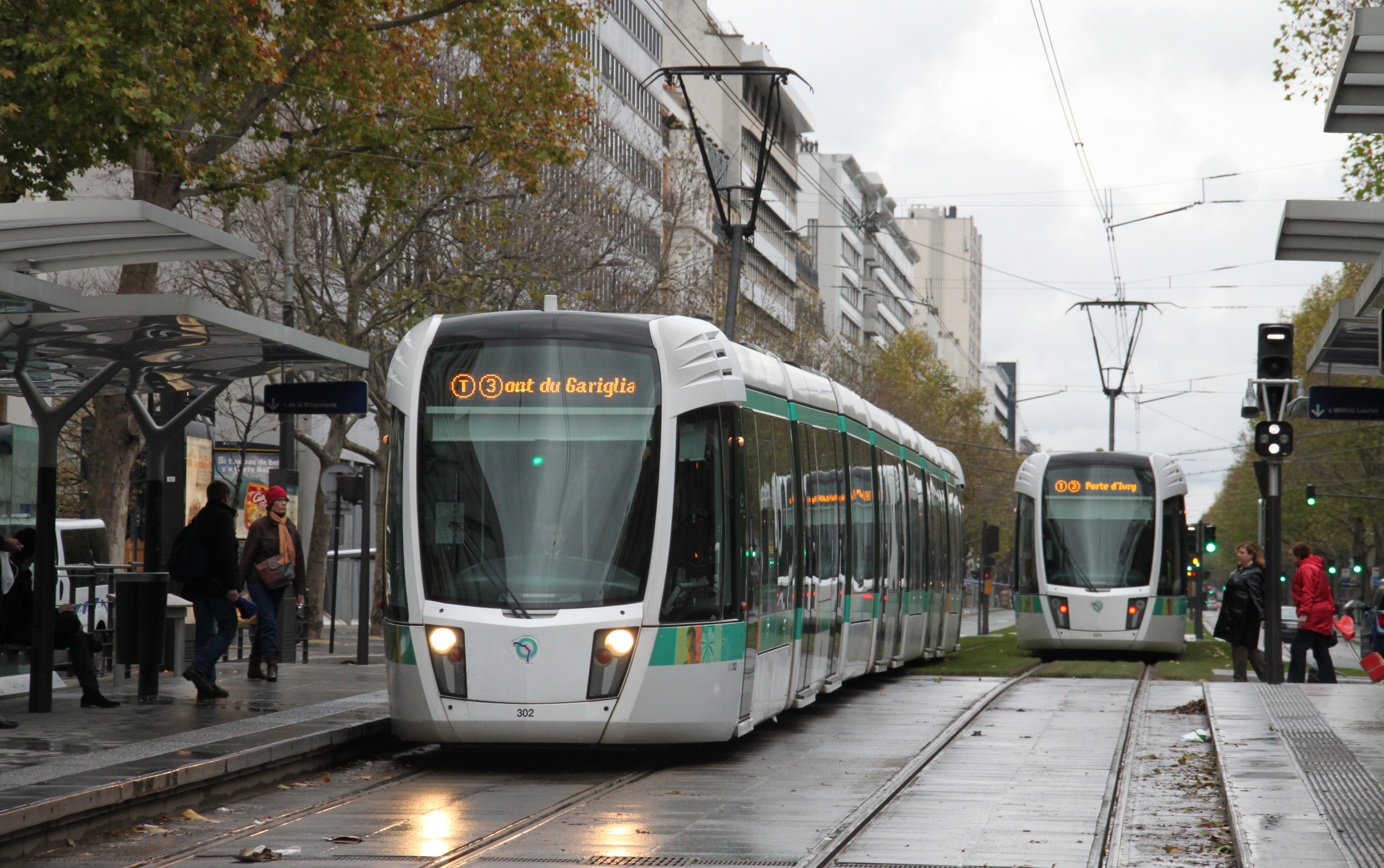
Linie T3a an der Porte de Vanves, 2010
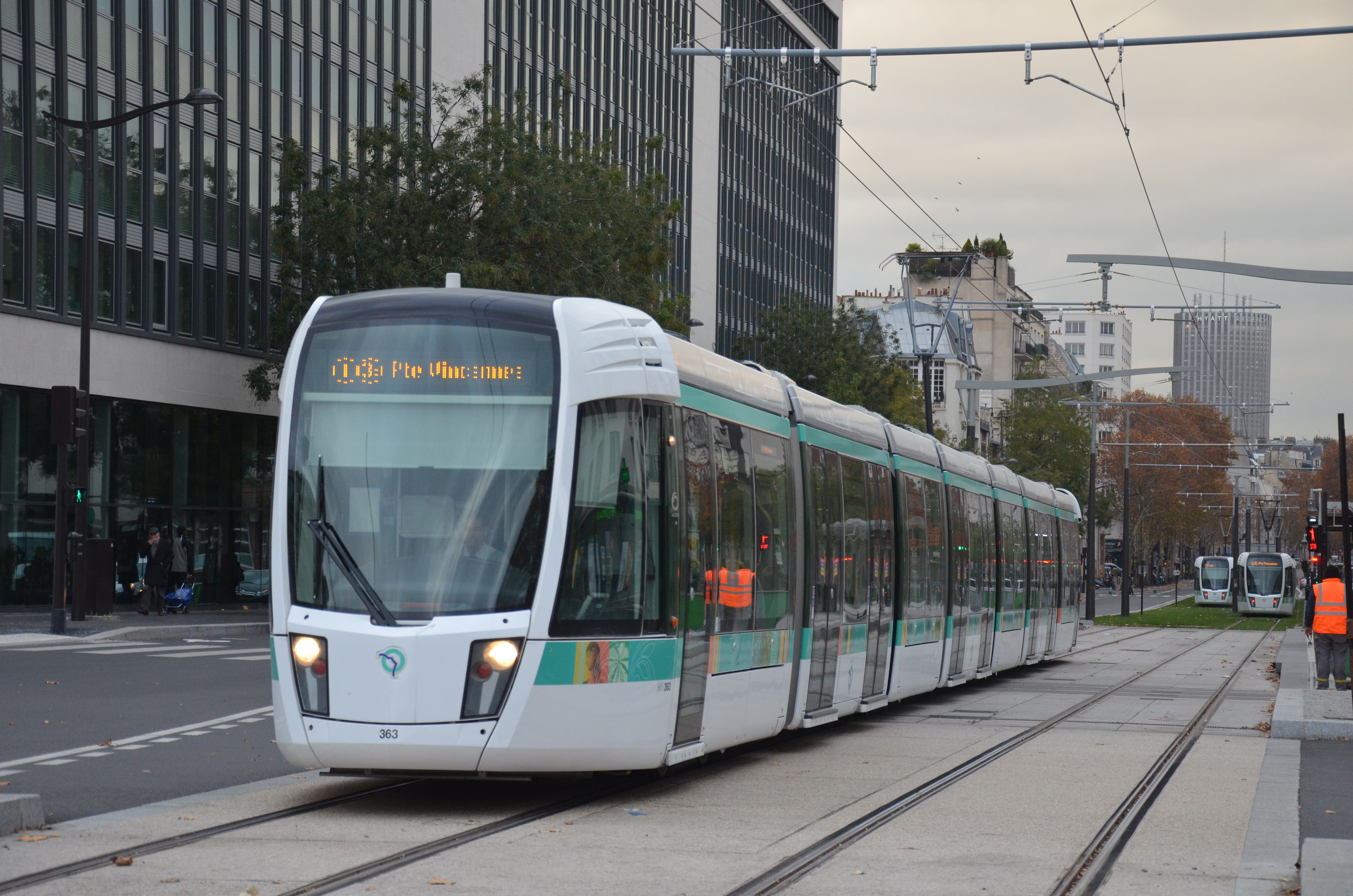
Linie T3b an der Porte d’Asnieres, 2018
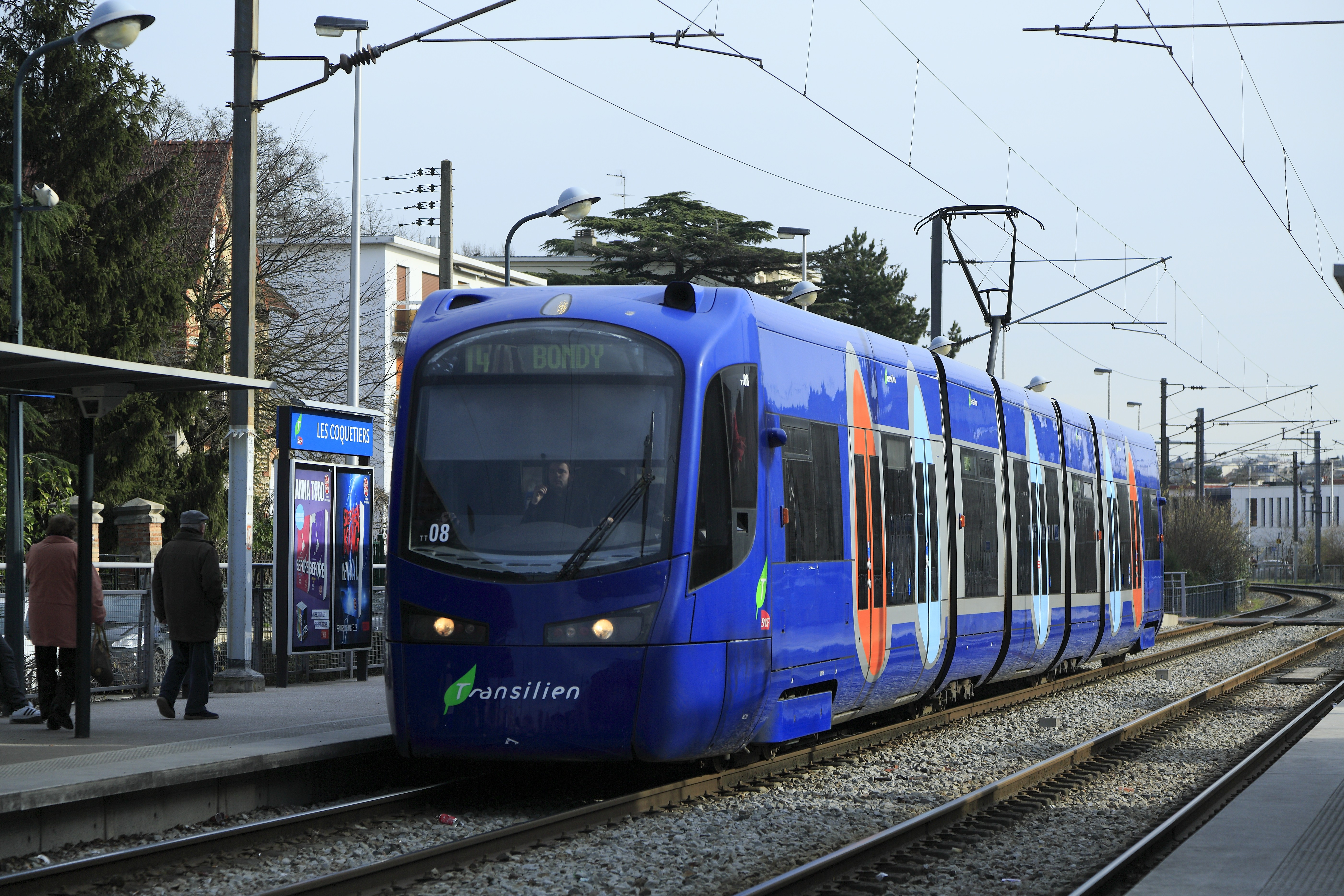
Linie T4 in Les Coquetiers, 2017
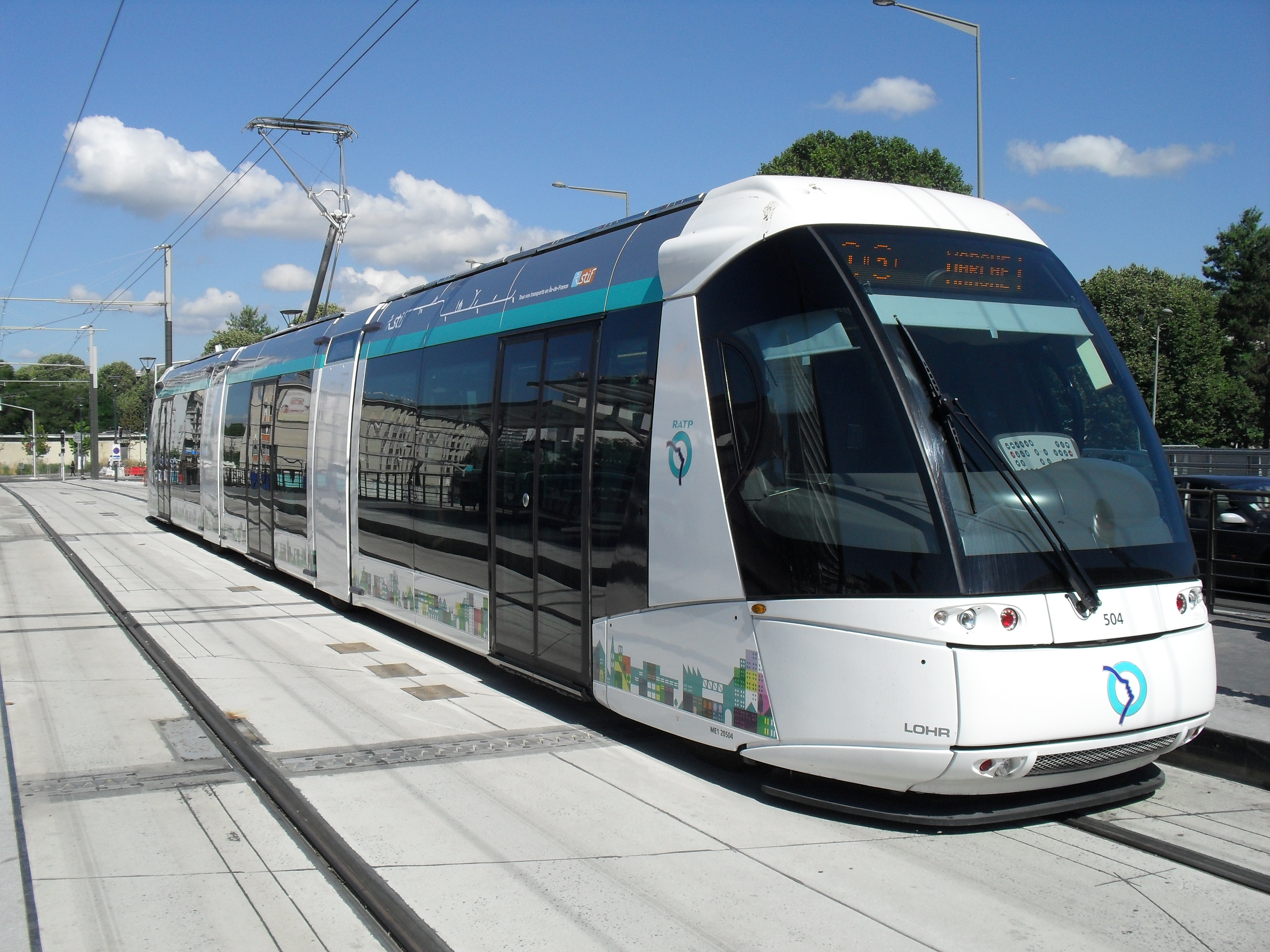
Linie T5 in Garges-Sarcelles, 2013
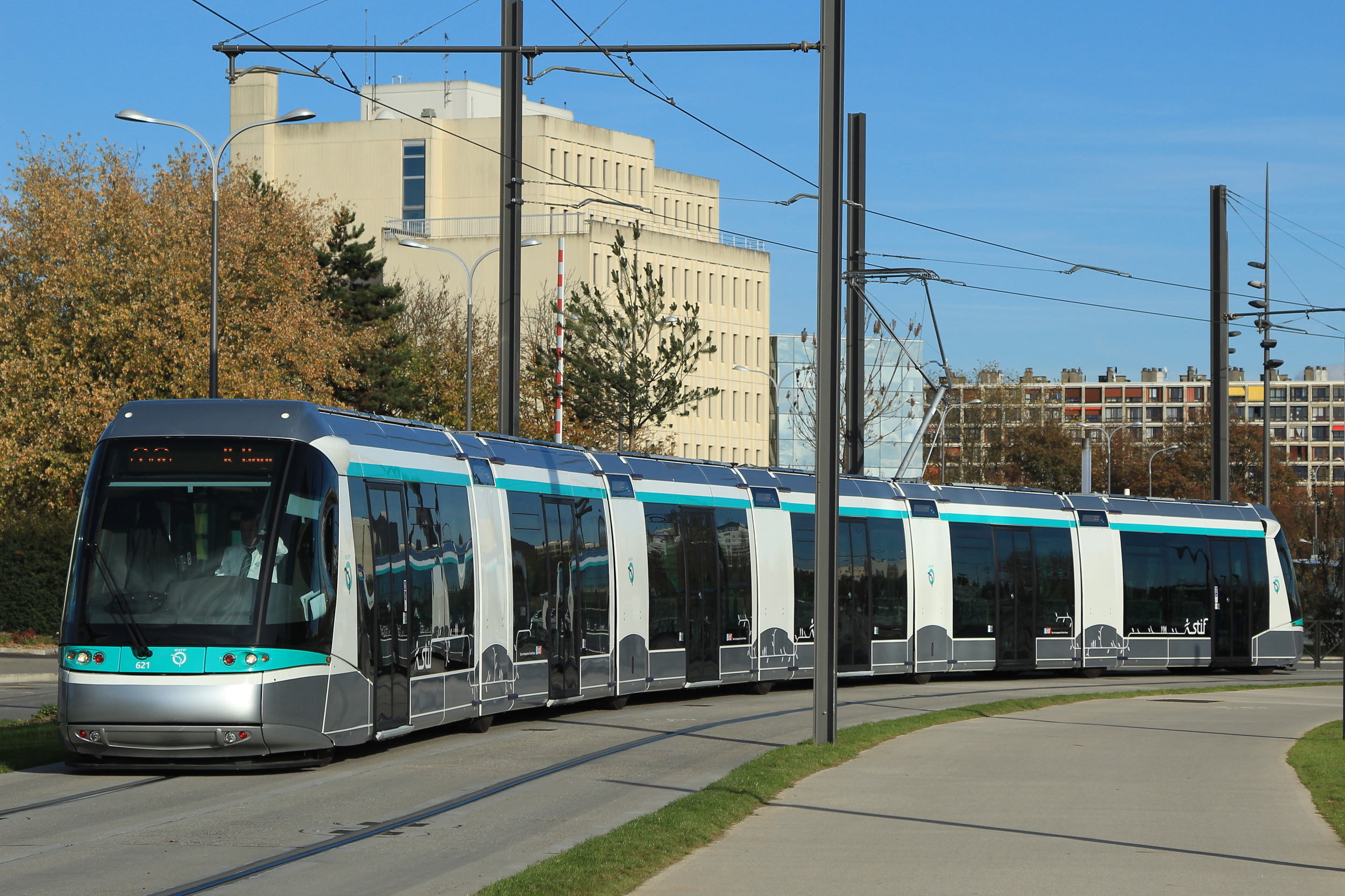
Linie T6 in Vélizy, 2014
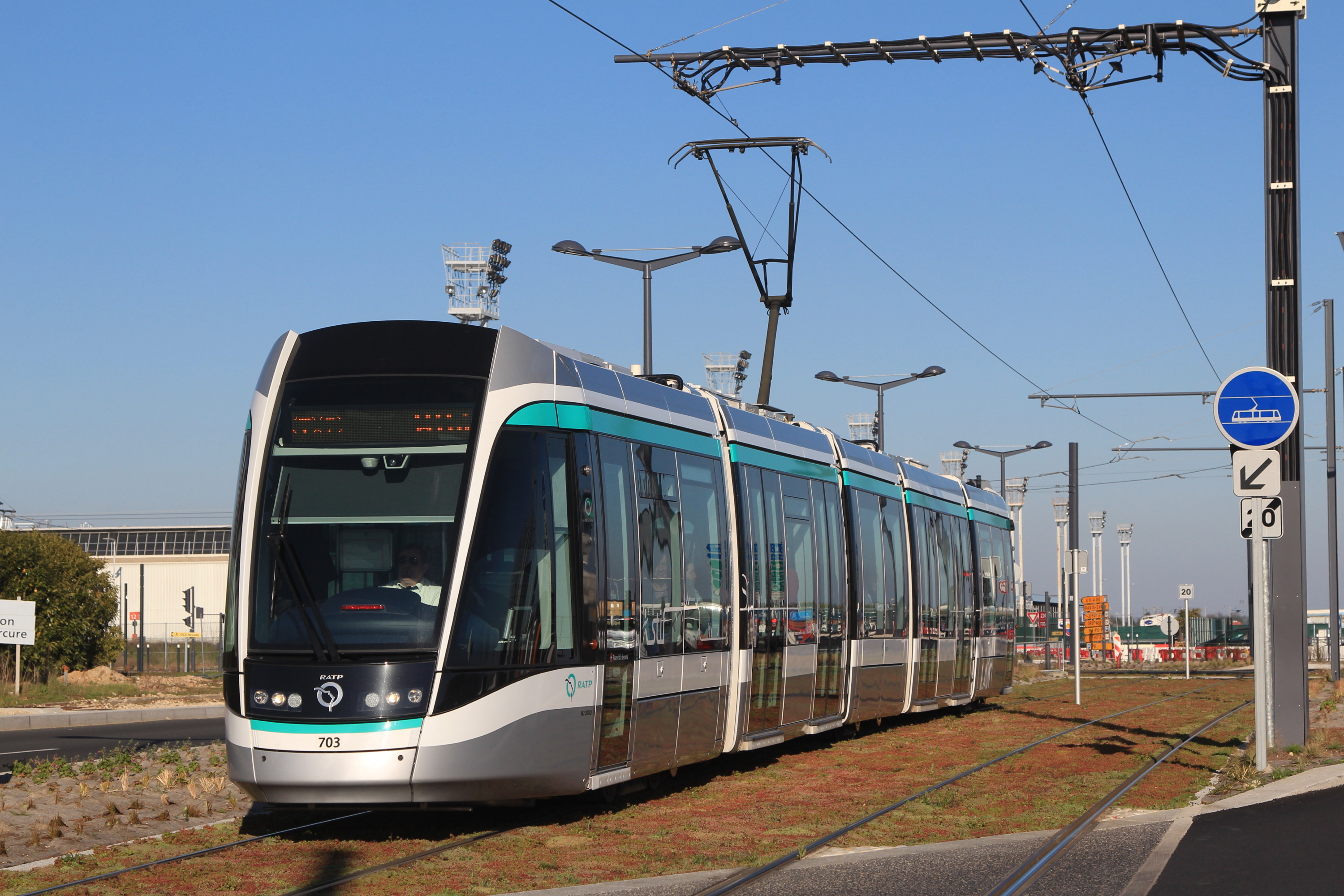
Linie T7 in Orly, 2014
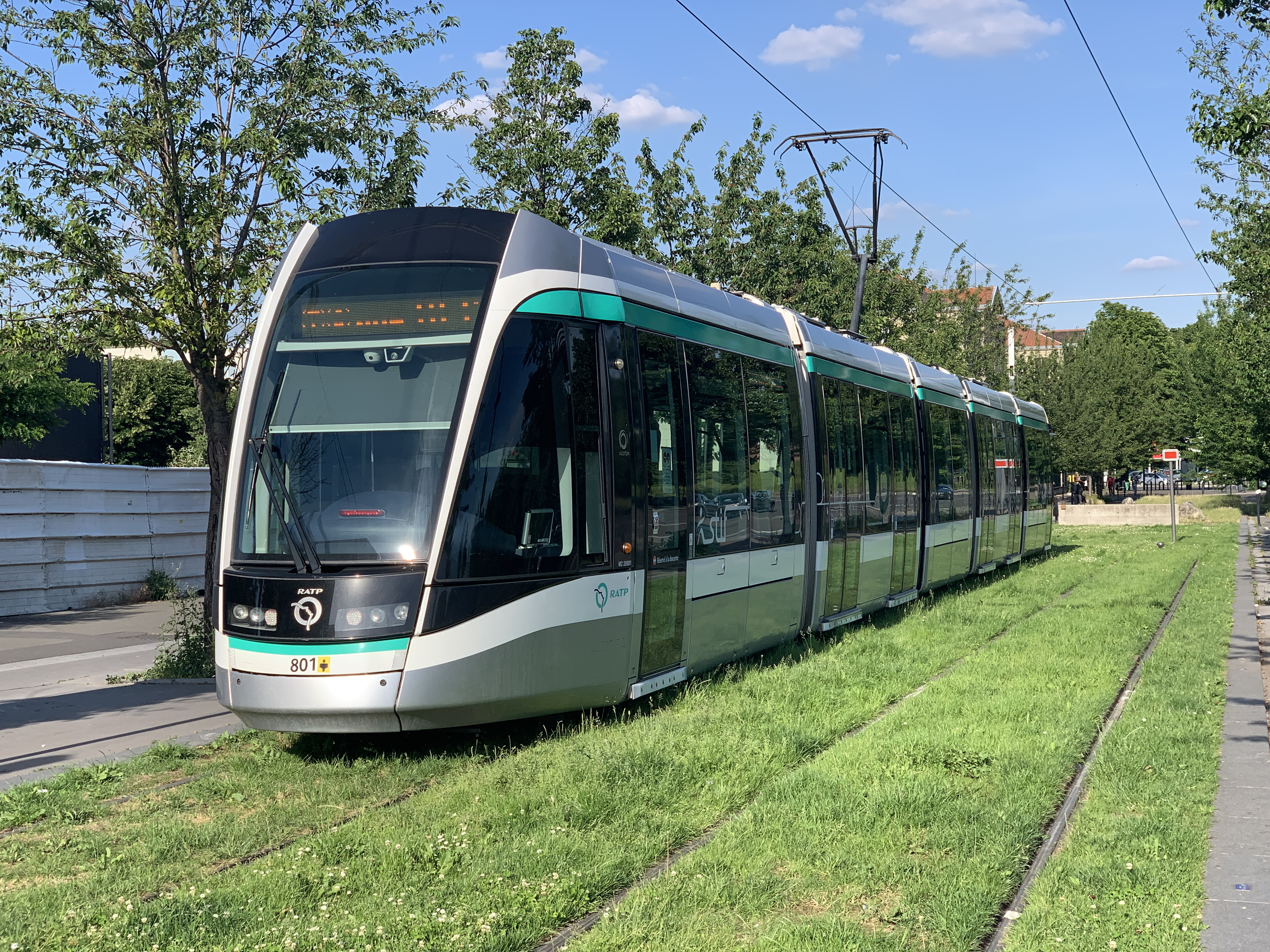
Linie T8 in Saint-Denis, 2020
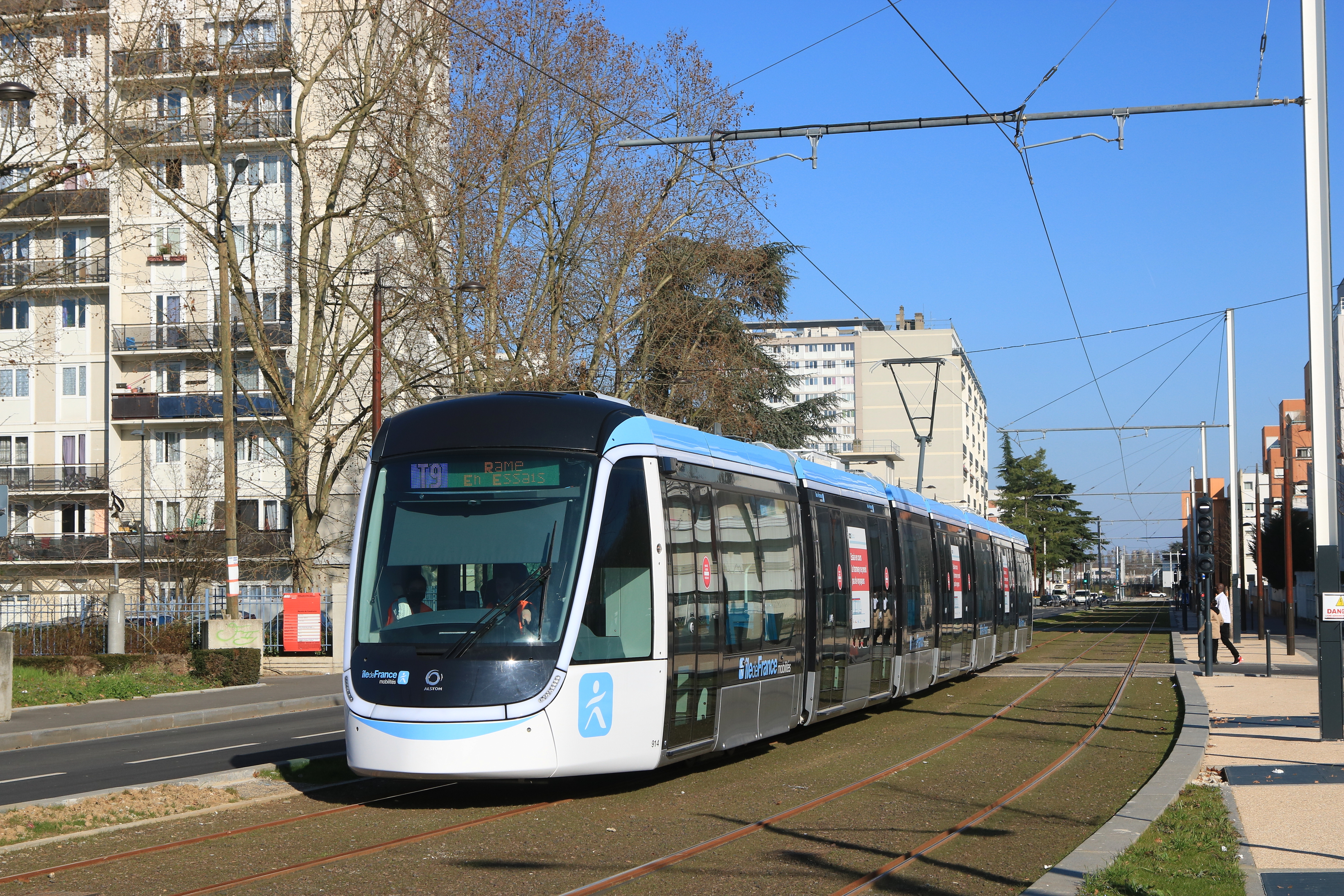
Linie T9 in Orly, 2021
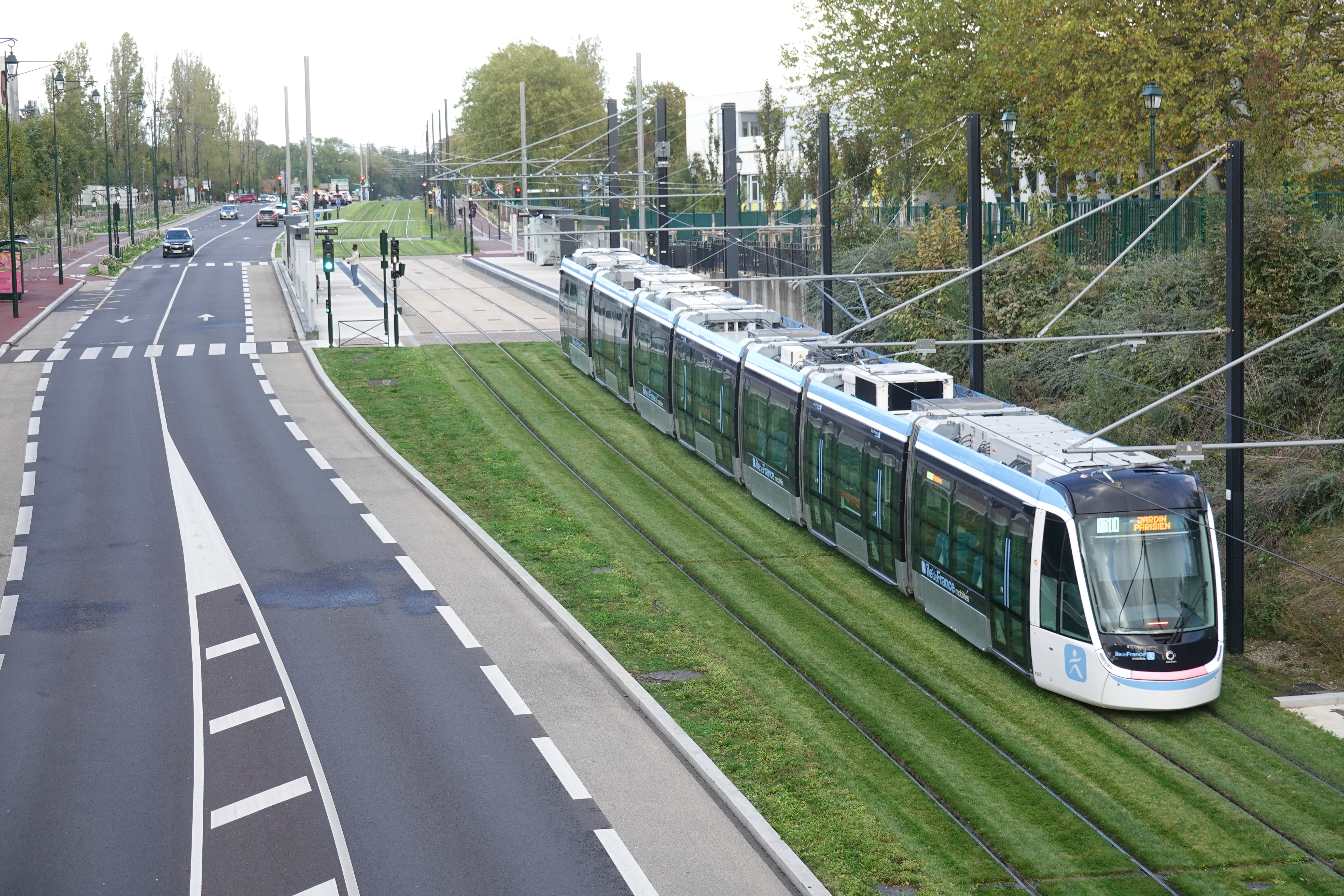
Linie T10 im Clamart
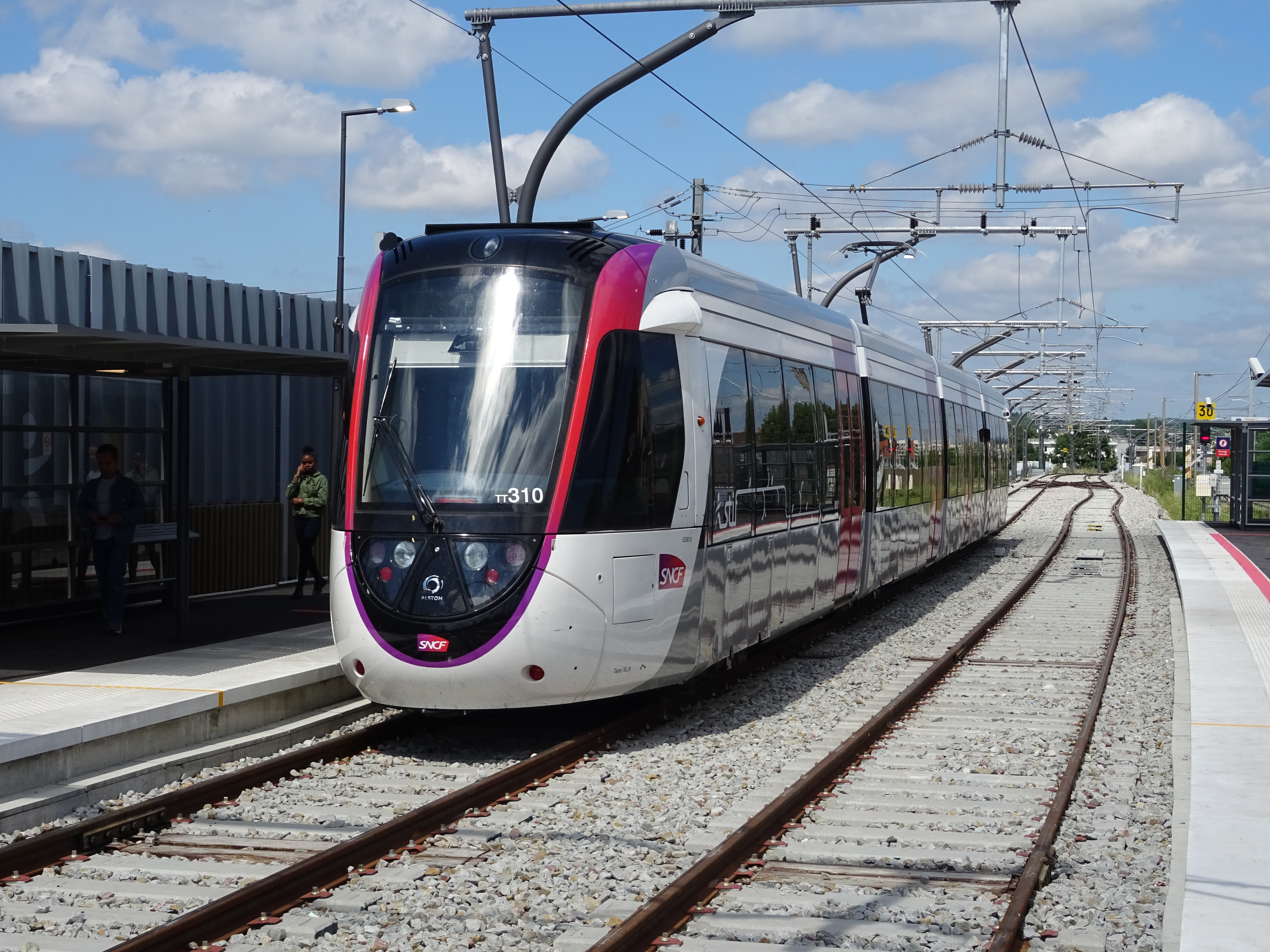
Linie T11 Express in Épinay-sur-Seine, 2017
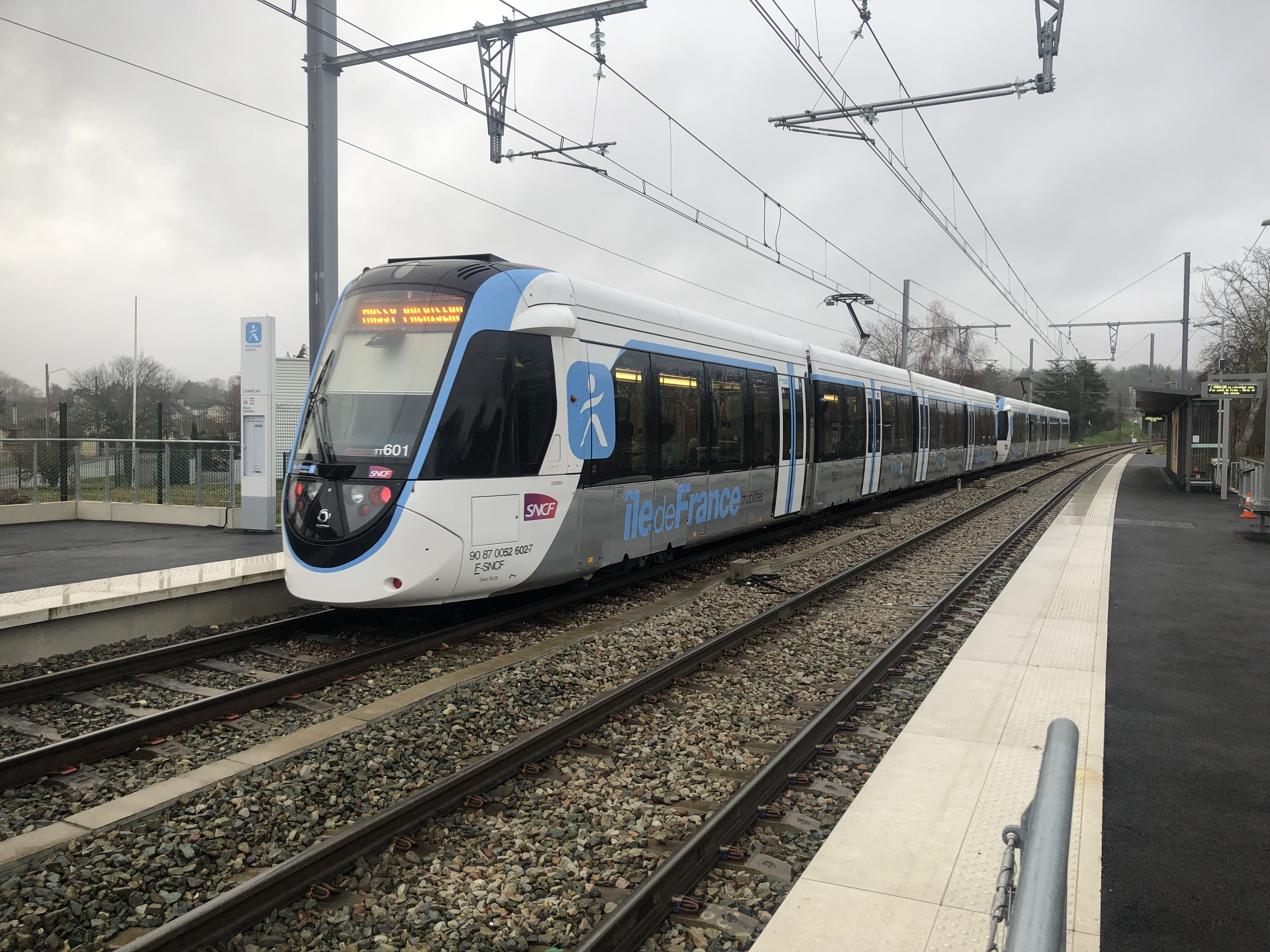
Linie T12 Express, Tangentialverbindung im Süden
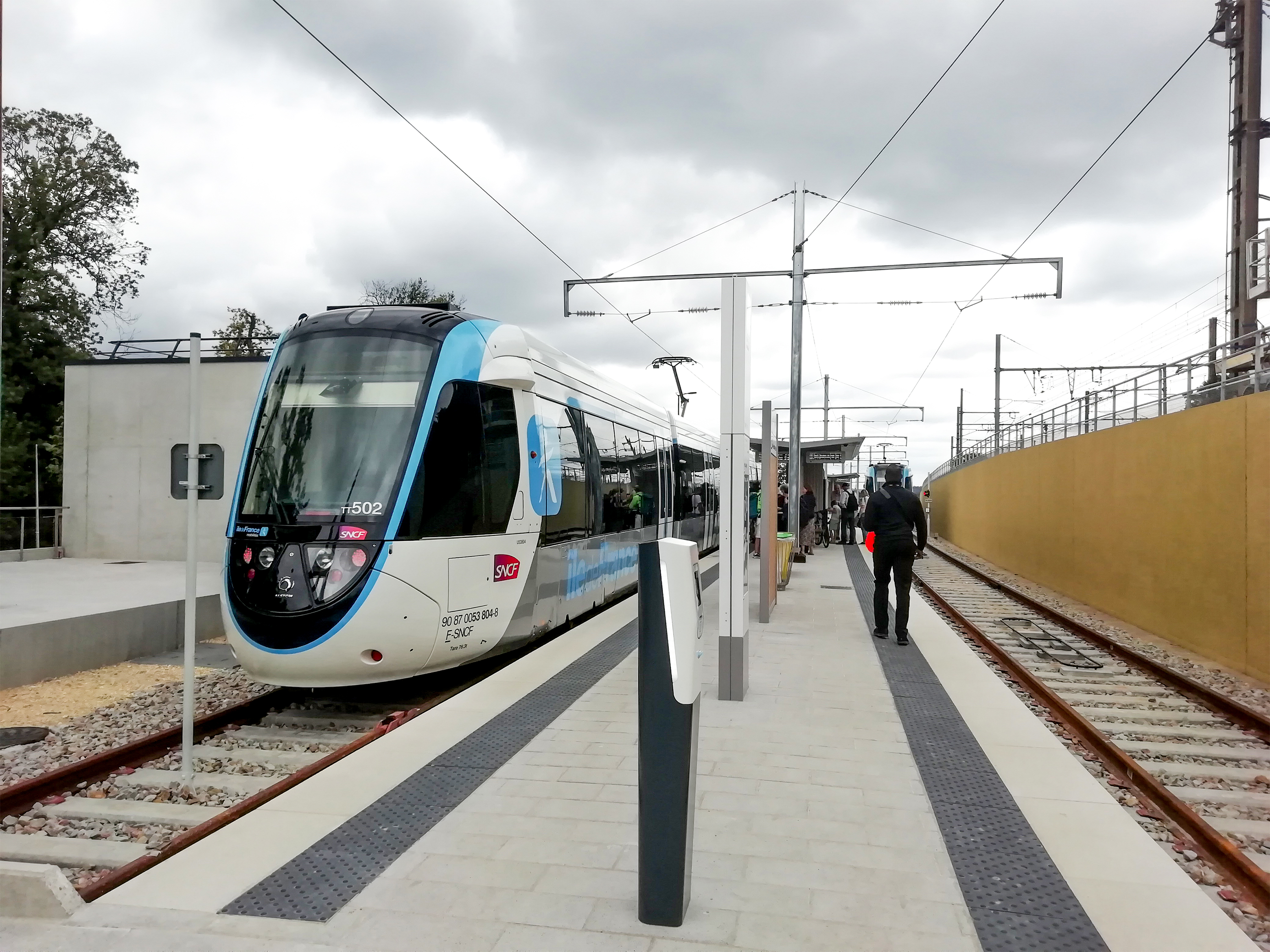
Linie T13 Express im Bahnhof Saint-Cyr

## Übersicht über zukünftige Neubaustrecken und Streckenverlängerungen
| Linie | Streckenverlauf                                         | Eröffnung (geplant) | Länge in km | Stationen |
| ----- | ------------------------------------------------------- | ------------------- | ----------- | --------- |
| T1    | Noisy-le-Sec – Val de Fontenay                          | 2027 bzw. 2029      | 7,7         | 15        |
| T1    | Asnières-Quatre Routes – Petit-Colombes                 | 2024                | 6,4         | 11        |
| T1    | Petit-Colombes – Château de Malmaison (Rueil-Malmaison) | 2027 bzw. 2030      | 7,5         | 15        |
| T2    | Bezons – Sartrouville-Val Notre-Dame                    | ?                   | ?           | ?         |
| T3b   | Porte Dauphine – Pont du Garigliano                     | ?                   | ?           | ?         |
| T7    | Athis-Mons – Juvisy                                     | 2030                | 3,7         | 6         |
| T8    | Saint-Denis Porte de Paris – Rosa Parks                 | ?                   | ca. 6       | ca. 13    |
| T T10 | Jardin Parisien – Gare de Clamart                       | 2032                | 3,1         | 3         |
| T T11 | Le Bourget – Noisy-le-Sec                               |                     |             | 4         |
| T T11 | Sartrouville – Épinay-sur-Seine                         |                     |             | 5         |
| T T12 | Saint Germain-en-Laye – Achères                         | 2028                | 10          | 4         |